# Durtal
Durtal is een gemeente in het Franse departement Maine-et-Loire (regio Pays de la Loire). De plaats maakt deel uit van het arrondissement Angers. Durtal telde op 1 januari 2022 3.376 inwoners.

## Geografie
De oppervlakte van Durtal bedroeg op 1 januari 2022 60,58 vierkante kilometer; de bevolkingsdichtheid was toen 55,7 inwoners per km².

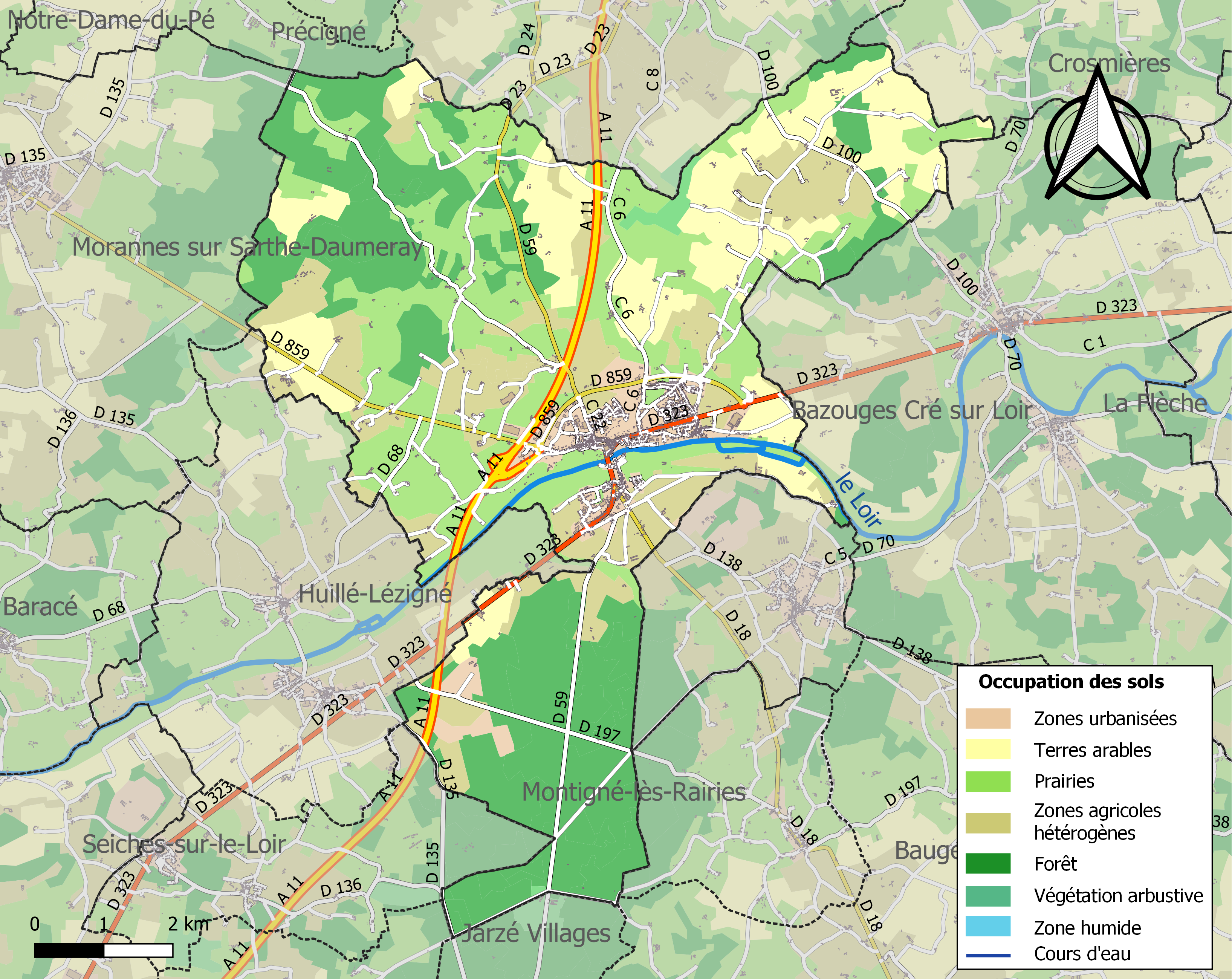
Kaart van de gemeente met de belangrijkste infrastructuur, bodemgebruik en omliggende gemeenten

## Demografie
Onderstaande figuur toont het verloop van het inwonertal (bron: INSEE-tellingen).

## Geboren in Durtal
- Claude Bernard-Aubert (1930), filmregisseur